# 懷俄明 (明尼蘇達州)
懷俄明（英語：Wyoming）是一個位於美國明尼蘇達州奇薩戈縣的城市。

## 人口
根據2020年美國人口普查的數據，懷俄明的面積為56.16平方千米，當中陸地面積為53.49平方千米，而水域面積為2.67平方千米。當地共有人口8032人，而人口密度為每平方千米143人。